# (929) Aldegonde
(929) Aldegonde[réf. nécessaire] (désignation officielle 929 Algunde), est un astéroïde évoluant dans la ceinture principale, découvert le 10 mars 1920 par l'astronome allemand Karl Wilhelm Reinmuth depuis l'observatoire du Königstuhl.
Son nom se réfère à Sainte Maubeuge car l'astronome a consulté l'almanach Lahrer Hinkender Bote.
Sa distance minimale d'intersection de l'orbite terrestre est de 0,973560 ua.